# Opernbesetzungen der Wiener Kammeroper ab 2012
Diese Liste der Opernbesetzungen der Wiener Kammeroper ab 2012 führt alle Besetzungen in Opern der Wiener Kammeroper seit 2012 auf.
Mit Beginn der Spielzeit 2012/13 wurde die Gestion der Wiener Kammeroper dem Theater an der Wien übertragen. Dieses engagiert seither alljährlich sechs bis sieben junge Sänger und Sängerinnen, das Junge Ensemble des Theaters an der Wien. Diese Nachwuchskünstler, zumeist schon mehrfach bei internationalen Wettbewerben ausgezeichnet, singen in der Kammeroper Hauptrollen und im Haupthaus Nebenrollen. Das Repertoire der Kammeroper hat zwei Schwerpunkte: Barockoper und Oper der Moderne. Fallweise werden auch große Klassiker in kleiner Besetzung aufgeführt, beispielsweise 2013 La Bohème und 2014 Eugen Onegin.

## Spielzeit 2012/2013
| La cambiale di matrimonio von Gioachino Rossini, 21. Oktober bis 9. November 2012, zehn Vorstellungen                                          |                                                         |                                                                        | |
| Wiener Kammerorchester Konstantin Chudovsky | Jacopo Spirei Nikolaus Webern                           | Anna Maria Sarra Fanny Gaia Petrone Clarina                            | Igor Bakan Tobia Mill Andrew Owens Edorado Milfort Ben Connor Slook Oleg Loza Norton                |
| Verkehr mit Gespenstern, Musik von Hans-Jürgen von Bose nach Texten von Franz Kafka, Uraufführung, 5. bis 9. Dezember 2012, drei Vorstellungen |                                                         |                                                                        | |
| Luis Zorita Cello Martin Veszelovicz Akkordeon Anna Sushon Musikalische Leitung                                                                | Peter Pawlik Inszenierung und Ausstattung Frank Sobotta |                                                                        | Tim Severloh Countertenor Falko Hönisch Bariton                                                     |
| La Bohème von Giacomo Puccini, 21. Januar bis 24. Februar 2013, zehn Vorstellungen                                                             |                                                         |                                                                        | |
| Wiener Kammerorchester Claire Levacher | Lotte de Beer Clement & Sanôu                           | Çiğdem Soyarslan Mimi Anna Maria Sarra Musetta                         | Andrew Owens Rodolfo Ben Connor Marcello Igor Bakan Colline Oleg Loza Schaunard Martin Thoma Benoît |
| Curlew River und The Prodigal Son, Zwei Kirchenparabeln von Benjamin Britten, 25. März bis 4. April 2013, fünf Aufführungen                    |                                                         |                                                                        | |
| Neue Oper Wien Produktion amadeus ensemble-wien Wiener Kammerchor Michael Grohotolsky Chorleitung Walter Kobéra                                | Carlos Wagner Christof Cremer Norbert Chmel             |                                                                        | Gernot Heinrich Sebastian Huppmann Alexander Kaimbacher Stephan Rehm Peter Edelmann Leonid Sushon   |
| Orlando von Georg Friedrich Händel, 13. bis 31. Mai 2013, zehn Vorstellungen                                                                   |                                                         |                                                                        | |
| Bach Consort Wien Rubén Dubrovsky | Stefania Panighini Federica Parolini                    | Çiğdem Soyarslan Angelica Gaia Petrone Medoro Anna Maria Sarra Dorinda | Rupert Enticknap Orlando Igor Bakan Zoroastro                                                       |

## Spielzeit 2013/2014
| Semiramide von Leonardo Vinci und Georg Friedrich Händel, Erste Aufführung in neuerer Zeit, 23. September bis 15. Oktober 2013, zehn Vorstellungen | | | |
| Bach Consort Wien Alan Curtis | Francesco Micheli Frank Sobotta                                                                            | Çiğdem Soyarslan Semiramide Gan-ya Ben-gur Akselrod Tamiri Gaia Petrone Sibari                               | Andrew Owens Scitalce Rupert Enticknap Mirteo Igor Bakan Ircano Alessio Calciolari Nino, Semiramides Sohn        |
| La Cenerentola, 25. November bis 21. Dezember 2013, elf Vorstellungen                                                                              | | | |
| Wiener Kammerorchester Konstantin Chudovsky | Jasmin Solfaghari Mark Gläser, Petra Reinhardt                                                             | Gaia Petrone Angelina Gan-ya Ben-gur Akselrod Clorinda Natalia Kawałek-Plewniak Tisbe                        | Andrew Owens Don Ramiro Ben Connor Dandini Igor Bakan Don Magnifico\|Alidoro Alexander Waechter Luna, Erzähler   |
| Mare Nostrum, Text und Musik von Maurizio Kagel, 11. bis 24. Februar 2014, sechs Vorstellungen                                                     | | | |
| Wiener Kammerorchester Gelsomino Rocco | Christoph Zauner Nikolaus Webern Norbert Chmel Licht                                                       | | Rupert Enticknap Europäer Ben Connor Amazonier                                                                   |
| La clemenza di Tito, 13. April bis 4. Mai 2014, zehn Aufführungen                                                                                  | | | |
| Bach Consort Wien Rubén Dubrovsky | Alberto Triola Tiziano Santi, Nina Hörner Franz Tscheck Nikos Lagousakos Choreographie & Bewegungstraining | Çiğdem Soyarslan Vitellia Gan-ya Ben-gur Akselrod Servilia Gaia Petrone Sesto Natalia Kawałek-Plewniak Annio | Andrew Owens Tito Igor Bakan Publio                                                                              |
| Punch and Judy, Libretto von Stephen Pruslin, Musik von Harrison Birtwistle, 22. bis 28. Mai 2014, drei Aufführungen                               | | | |
| Neue Oper Wien Produktion amadeus ensemble-wien Walter Kobéra                                                                                      | Leonard Prinsloo Monika Biegler Norbert Chmel Licht Bernd Preiml Video                                     | Manuela Leonhartsberger Judy/Fortune teller Jennifer Yoon Pretty Polly/Witch                                 | Richard Rittelmann Mr. Punch Till von Orlowsky Choregos/Jack Ketch Lorin Wey Lawyer Johannes Schwendinger Doctor |

## Spielzeit 2014/2015
| Eugen Onegin, 02. bis 28. Oktober 2014, zehn Vorstellungen                                                                                      |                                                                    | | |
| Wiener Kammerorchester Peter Valentovich | Ted Huffman Samal Blak Norbert Chmel                               | Viktorija Bakan Tatjana Natalia Kawałek-Plewniak Olga | Tobias Greenhalgh Eugen Onegin Vladimir Dmitruk Lenski Christoph Seidl Fürst Gremin Thomas Engel Schauspieler                                 |
| Rinaldo, 04. bis 30. Dezember 2014, zehn Vorstellungen                                                                                          |                                                                    | | |
| Bach Consort Wien Rubén Dubrovsky | Christiane Lutz Christian Tabakoff, Natascha Maraval Frank Sobotta | Gan-ya Ben-gur Akselrod Almirena Natalia Kawałek-Plewniak Armida                                                                                            | Jake Arditti Rinaldo Vladimir Dmitruk Goffredo Tobias Greenhalgh Argante Christoph Seidl Mago                                                 |
| The Blind, A cappella opera von Lera Auerbach nach Maurice Maeterlincks Les Aveugles, 17. bis 29. Januar 2015, fünf Vorstellungen               |                                                                    | | |
| Arnold Schoenberg Chor Erwin Ortner, Jordi Casals                                                                                               |                                                                    | | |
| Gli Uccellatori, Dramma giocoso, Musik von Florian Leopold Gassmann, Libretto von Carlo Goldoni, 22. März bis 14. April 2015, zehn Aufführungen |                                                                    | | |
| Bach Consort Wien Stefan Gottfried | Jean Renshaw Christof Cremer Norbert Chmel                         | Viktorija Bakan La Contessa Armelinda Natalia Kawałek-Plewniak Roccolina Frederikke Kampmann Mariannina                                                     | Vladimir Dmitruk Il Marchese Riccardo Tobias Greenhalgh Cecco Christoph Seidl Pierotto Julian Henao Gonzalez Toniolo Martin Dvořák Un uccello |
| L’heure espagnole und Les mamelles de Tirésias, 28. Mai bis 23. Juni 2015, zehn Aufführungen                                                    |                                                                    | | |
| Wiener Kammerorchester Gelsomino Rocco | Philipp M. Krenn Uta Gruber-Ballehr Norbert Chmel                  | L’heure espagnole Natalia Kawałek-Plewniak Conception | Vladimir Dmitruk Gonzalve Tobias Greenhalgh Ramiro Christoph Seidl Don Inigo Gomez                                                            |
| Wiener Kammerorchester Gelsomino Rocco | Philipp M. Krenn Uta Gruber-Ballehr Norbert Chmel                  | Les mamelles de Tirésias Gan-ya Ben-gur Akselrod Thérès/La cartomancienne Natalia Kawałek-Plewniak La marchande de journaux/La dame élégante/La grosse dame | Tobias Greenhalgh Le directeur/Le gendarme Vladimir Dmitruk Lacouf/Le fils Christoph Seidl Presto/Le monsieur barbu                           |